# Дамаскин (Лукьян)
Епи́скоп Дамаски́н (рум. Episcop Damaschin, в миру Йоан-Даниэл Лукьян, рум. Ioan-Daniel Luchian; 24 июня 1981, Дорнешть, жудец Сучава, Румыния) — епископ Румынской православной церкви, епископ Дорнинский, викарий Сучавской архиепископии (Молдавская и Буковинская митрополия).

## Биография
Родился 24 июня 1981 года в коммуне Дорнешть жудеца Сучава в Румынии и был вторым ребёнком в семье Константина и Елены Лукьян.
Получил богословское образование в семинарии-лицее им. святого митрополит Дософтея в Сучаве, в 2000—2004 годы — на пастырском отделении Богословского факультета им. Думитру Станилоаэ Ясского университета, защитив дипломную работу «Духовное отечество и сыновство в Православии. Преемственность и обновление», написанную под руководством профессора-протоиерея Иоанна-Кристинела Тешу.
19 июля 2004 года был принят в Монастырь Сихэстрия в Путне. 18 декабря 2005 года был пострижен в монашество. 25 марта 2006 года епископом Ботошанским Каллиником (Думитриу) был рукоположен в сан иеродиакона, а 28 апреля того же года архиепископом Сучавским Пименом (Зайней) был рукоположен в сан иеромонаха.
В 2006—2008 годах обучался в магистратуре Богословского факультета им. Патриараха Юстиниана Бухарестского университета на кафедре доктрины и культуры, защитив диссертацию на тему «Духовное отечество и сыновство в писаниях святых Варсонофия и Иоанна Газского», написанную под руководством профессора-протоиерея Василия Рэдукэ.
9 ноября 2009 года был поставлен в сан протосинкелла.
В 2009—2010 годах обучался на курсах менеджмента Региональной профессиональной ассоциации по менеджменту в Сучаве.
25 марта 2012 года был возведён в сан архимандрита.
В 2014—2016 годах учился на курсах подготовки тренеров в Центре образования и инновации Варлаамовского фонда в Яссах и в Институте развития личности в Бухаресте.
В 2015 году поступил в докторантуру богословского факультета им. Андрея Шагуны Сибиуского университета, где работал над диссертацией «Мистагогическое измерение Святой Седмицы. Элементы богословской антропологии» под руководством профессора-протодиакона Иоанна Икэ.
4 июля 2017 года решением Священного Синода Румынской православной церкви был избран епископом Дорнинским, викарием Сучавской архиепископии, входящей в состав Молдавской и Буковинской митрополии.
23 июля того же года в архиепископском кафедральном соборе Иоанна Нового в Сучаве состоялась его епископская хиротония, которую совершили: митрополит Молдавский и Буковинский Феофан (Саву), митрополит Западной и Южной Европы Иосиф (Поп), архиепископ Сучавский и Рэдэуцкий Пимен (Зайня), архиепископ Томийский Феодосий (Петреску), архиепископ Романский Иоаким (Джосану), епископ Девинский и Хунедоарский Гурий (Джорджу), епископ Северинский и Стрехайский Никодим (Николэеску), епископ Северо-Европейский Макарий (Дрэгой) и епископ Праховский Тимофей (Айоаней).
18 декабря 2019 года на богословском факультете им. Андрея Шагуны в Сибиу защитил диссертацию на стоискание учёной степени доктора теологии.